# Zell-O-Fun
Zell-O-Fun war eine Fernsehsendung, die von 1995 bis August 1998 Samstag vormittags im Südwestfernsehen, dem gemeinsamen Dritten Programm des Süddeutschen Rundfunks (SDR) und Südwestfunks (SWF), ausgestrahlt wurde. Sie wurde beim SDR produziert und wurde in der Regel live gesendet. Mit der Fusion der beiden Sender zum Südwestrundfunk (SWR) wurde die Sendung durch ein Magazin des 1997 gegründeten Jugendradios DASDING abgelöst.
Zum festen Stamm der Redaktion gehörten Thomas Stelzer, Anne Moosmayer, Manfred Heinfeldner und Stefan Meyer.
Das Jugendmagazin entstand nach einer Reihe von Kooperationen zwischen der Fernsehabteilung des SDR und des Radioprogramms SDR3 wie zum Beispiel Extraspät mit Matthias Holtmann. Zudem entstanden in dieser Zeit viele kurzlebige Formate wie X Base (ZDF), Games World, Super!!! (beide Sat.1) oder Cúlt (kabel eins), mit denen versucht wurde, den Erfolg von Bravo TV (RTL II) zu kopieren.
Neben Musik-Clips und einem Musikquiz waren Liveauftritte – inklusive Karaokeeinlagen – von regional und überregional bekannten Bands wie Caught in the Act, Backstreet Boys, East 17, Whigfield, bnd, Tic Tac Toe, N'Sync, Brings oder Fettes Brot Bestandteil der Sendung. Highlights der Sendung waren 1997 Musikszene-Porträts von Berlin und London sowie ein Special über das 'Blindman's Ball'-Festival in Stuttgart.

## Moderatoren
Die Moderatoren von Zell-O-Fun waren unter anderem:
- Elke Winkens (1996–1997)
- Judith Pinnow (1998)